# El hada ignorante
El hada ignorante (en italiano: Le fate ignoranti) es una película italiana de 2001 dirigida por Ferzan Özpetek quien junto a Gianni Romoli escribió también el guion.
Primera película de Özpetek realizada íntegramente en Italia obtuvo numerosos premios en festivales de cine por su temática y el tratamiento que hace del VIH-Sida.

## Argumento
Antonia (Margherita Buy), una doctora especializada en VIH, descubre que su recién fallecido marido llevaba años manteniendo una doble vida al mantener una relación con otro hombre llamado Michele (Stefano Accorsi). Si bien en un principio esto le supondrá un duro golpe decide conocer a la persona con quien su marido compartía esa intimididad.  
Tras un primer encuentro duro y complicado para ambos, con el tiempo trabará amistad con Michele y su grupo de amigos quienes, ante la discriminación a la que los somete la sociedad, comparten sus vidas y se ayudan como si fueran una familia. En el grupo se encuentra Ernesto (Gabriel Garko), un enfermo de sida de cuyo cuidado se encargará Antonia, Serra (Serra Yilmaz), una inmigrante turca que escapó de su país debido a los abusos y a la persecución que sufría por su orientación sexual y su hermano Emir (Koray Candemir) o Mara (Lucrezia Valia) una mujer transexual de un pequeño pueblo del sur de Italia.
Antonia irá conociendo a todas estas personas y descubrirá el otro mundo en el que vivía su marido, una realidad que ella ni siquiera imaginaba y que le permitirá conocerlo mejor.

## Reparto
- Margherita Buy - Antonia
- Stefano Accorsi - Michele
- Serra Yilmaz - Serra
- Gabriel Garko - Ernesto
- Erika Blanc - Veronica
- Andrea Renzi - Massimo
- Koray Candemir - Emir
- Lucrezia Valia - Mara
- Filippo Nigro - Riccardo
- Ivan Bacchi - Luciano
- Maurizio Romoli - Angelo
- Carmine Recano - Israele
- Luca Calvani - Sandro
- Rosaria De Cicco - Luisella
- Edilberta Caviteno Bahia - Nora
- Leonardo Di Gioia - Giulio
- Barbara Folchitto - Maria Grazia
- Giorgio Gobbi - paciente en el laboratorio
- Marilena Paci - Marilena
- Susan Forget - cliente #1
- Elisa Morucci - cliente #2
- Simone Piccioni - sacerdote
- Simone Luzi - Simone

## Premios
- Festival Internacional de Cine LGBT de Austin: Mejor largometraje

- Festival de Cine LGBT de Nueva York: Mejor largometraje

- Premios Nastro D'Argento: Premios al mejor actor (Stefano Accorsi), Mejor actriz (Margherita Buy) y Mejor producción

- Festival Internacional de Cine LGBT de Montreal: Premio del público

- Festival de Cine Mezipatra: Premio de la Audiencia a la Mejor Película
- Festival de Cine de San Sebastián: Premio Sebastiane